# ابن طقطقی
ابو عبدالله محمد بن علی بن علی بن طباطبا معروف به ابن طِقطَقی (زاده: ۶۷۲ هجری قمری) مورخ شیعه قرن هفتم است.

## آثار
- تاریخ فخری: در آداب ملکداری و دولت‌های اسلامی
- الاصیلی فی انساب الطالبین